# Тхазата
Тхазата (*бірм. သဇာတ; 1464 — 1521) — 11-й володар М'яу-У в 1515—1521 роках. У бенгальців відомий як Алі-шах.

## Життєпис
Син Мін Дольї, володаря М'яу-У, та Со Ру Со. Народився 1464 року. Під орудою батька здобув військові знання. За правління свого брата Ран Аунга обіймав низку посад намісника в провінціях. В правління Салінгату або Мінрази призначається намісником Рамрі (важивого порту на сході).
1515 року після смерті Мін Со О стає новим володарем держави. Спробував відвоювати втрачене у боротьбі з бенгальським султаном Хусейн-шахом, але зазнав цілковитої поразки, внаслідок чого кордоном стала річка Каладан, а Тхазата визнав зверхність Бенгалії. За цим переніс резиденцію до Даїнгк'ї, залишивши місто М'яу-У офіційною столицею
В подальшому зберігав мирні відносини з усіма сусідами, чому з одного боку сприяла політика Бінья Рани II, володаря Гантаваді, з іншого війна шанського князівства Кале і царством Ава (найбільших загроз М'яу-У з півночі).
Більше уваги приділяв внутрішнім справам, розвитку еконмоіки, ремесел, торгівлі з португальцями. Фундував в своїй столиці зал посвячення Андав-тейн. Помер Тхазата 1521 року. Йому спадкував брат Мінхаунг.